# 内田成明
内田 成明（うちだ なりあき、1957年8月27日 - ）は、日本の経営者。ダイキョーニシカワ代表取締役社長。元トーヨーエイテック副社長。

## 略歴
山口県出身。山口大学工学部卒業。1980年4月、東洋工業株式会社（現・マツダ）入社。2001年同社防府工場第2駆動系製造部長、2004年2月、オートアライアンス・インターナショナル Inc. 代表取締役副社長。2007年4月に、トーヨーエイテック株式会社代表取締役副社長及びマツダ購買本部副本部長。同社執行役員防府工場長、同社副社長執行役員。2015年ダイキョーニシカワ代表取締役社長に就任。

## 経営に向けて
「設計・開発から生産まで手がける提案型の総合プラスチックメーカー」という観念を軸に、独自の技術力を生かしたプラスチック製品の創造、自動車の軽量化のニーズに応え、強みを活かした樹脂の可能性を追求することで環境に貢献した企業活動を展開していくことを重要視している。